# مجاهدون أكراد
المجاهدون الأكراد كانوا اکراد قومیین و إسلاميين الذي حاربوا دولة العراق وحكم صدام حسين.

## تشکیل
خلال الحرب العراقية الإيرانية ، دعا الشيخ عثمان عبد العزيز ، زعيم الحركة الإسلامية الكردية ، إلى قيام دولة كردية مستقلة ، وكذلك إعلان الجهاد ضد العراق وضد حزب البعث ، الذي قاد العديد من الإسلاميين الأكراد والمنظمات الإسلامية الكردية.  ، وحتى جنود البشمركة الأكراد الذين لديهم ميول إسلامية ، لتشكيل نوع من الجبهة الموحدة.  أقام العديد من الإسلاميين الأكراد معسكرات تدريب في جبال كردستان ، وجندوا الناس ، وبدأوا في التمرد على العراق.

## أجراءات
بدأ المجاهدون في عام 1980 أثناء الحرب العراقية الإيرانية ، ولكن في نهاية الحرب عام 1988 ، أوقفوا عملياتهم في الغالب ، لكنهم حافظوا على تمرد منخفض المستوى ضد العراق. في الانتفاضات العراقية 1991 أثناء حرب الخليج ، زاد المجاهدون بشكل كبير من أنشطتهم ، وفي نهاية الحرب ، تباطأوا مرة أخرى. كان لديهم أكثر من 10000 مقاتل في ذروتهم.
أصبح الأكراد الإسلاميون والأكراد العلمانيون خصومًا بعد التمرد الإسلامي في كردستان العراق ، وهو الوقت الذي أنشأ فيه أنصار الإسلام، بمساعدة مقاتلي جماعة عدالة کردستان و حرکة کردستان الاسلامیه ، إمارة إسلامية.  هُزمت إمارة بيارة الإسلامية بعد عامين وجيزين من وجودها ، وفر معظم الجهاديين إلى إيران.  انتهى المجاهدون الموحدون بعد الإطاحة بصدام حسين ، على الرغم من بقاء الجماعات.

## منظمات
- الحركة الإسلامية الكردية؛ بقيادة الشيخ عثمان عبد العزيز
- مجموعة العدالة الكردستاني؛ بقيادة علي بابير
- حزب الله الثوري الكردي؛ بقيادة أدهم بارزاني
- حزب الله الكردي الإيراني؛ بقيادة محمد خالد بارزاني
- المجاهدون المستقلون؛ لا قيادة مركزية
- البيشمركة جنود ذوو ميول إسلامية; لا قيادة مركزية
- أنصار الإسلام؛ بقيادة الملا كريكار ولاحقًا أبو عبد الله الشافعي